# Rajella bathyphila
Rajella bathyphila is een vissensoort uit de familie van de Rajidae. De wetenschappelijke naam van de soort is voor het eerst geldig gepubliceerd in 1908 door Holt & Byrne.